# Diane Farr
Diane Farr (ur. 7 września 1969 w Nowym Jorku) – amerykańska aktorka filmowa i telewizyjna oraz pisarka i modelka.

## Filmografia
- 2010: Gotowe na wszystko jako Barbra Orlofsky
- 2009: Californication jako Jill Robinson (8 odcinków sezonu trzeciego)
- 2008: Third Nail, The jako Hannah
- 2005 – 2008: Wzór (Numb3rs) jako Megan Reeves
- 2004: Wołanie o pomoc (Rescue Me) jako Laura Miles
- 2003 – 2004: Like Family jako Maddie Hudson
- 2002: Wielki pożar (Superfire) jako Sammy Kerns
- 2002: Hourly Rates jako Shania
- 2002: Bram i Alice (Bram and Alice) jako Tovah (gościnnie)
- 2001–2002: Zawód glina (Job, The) jako Jan Fendrich
- 2000: Zawód: szpieg (Secret Agent Man) jako Trish Fjord (gościnnie)
- 2000: Opowieść o Davidzie Cassidym (David Cassidy Story, The) jako Lisa Erickson
- 2000: CSI: Kryminalne zagadki Las Vegas (CSI: Crime Scene Investigation) jako Marcie Tobin (2002; gościnnie)
- 2000: Flooding jako Osobista dziewczyna do pomocy
- 2000: Ostatnia ofiara (Sacrifice) jako Karen Yeager
- 1999 – 2002: Roswell: W kręgu tajemnic (Roswell) jako Amy DeLuca (gościnnie)
- 1999 – 2000: Wiecie, jak jest... (It’s Like, You Know...) jako Cindy (gościnnie)
- 1999: Little Indiscretions jako C.J.
- 1999: Bingo jako Miranda
- 1998: Divorced White Male jako Lisa
- 1997 – 1998: Fired Up jako Ona sama (gościnnie)
- 1996 – 2002: Arli$$ jako Penny Larson (gościnnie)
- 1995 – 1999: In the House jako Doktor Young (gościnnie)
- 1995 – 2004: Drew Carey Show, The jako Tracy (gościnnie)
- 1991 – 1999: Jedwabne pończoszki (Silk Stalkings) jako Asystent produkcji (gościnnie)